# Viva (Xmal Deutschland)
Viva il terzo album in studio del gruppo musicale tedesco occidentale Xmal Deutschland, pubblicato nel 1987.

## Tracce
Testi e musiche di Xmal Deutschland.
1. Matador – 4:00
2. Eisengrau – 2:57
3. Sickle Moon – 3:36
4. If Only – 4:11
5. Feuerwerk – 6:03
6. Illusion (Version) – 4:06
7. Morning (Will There Really Be) – 6:04 (testo: Emily Dickinson)
8. Manchmal – 3:41
9. Polarlicht – 3:17
10. Ozean – 4:53
11. Dogma – 4:04
12. 4 – 2:50

Durata totale: 49:42

## Formazione
- Anja Huwe - voce
- Manuela Rickers - chitarra
- Wolfgang Ellerbrock - basso
- Fiona Sangster - tastiere
- Peter Bellendir - batteria